# Will Hughes
William James Hughes, detto Will (Weybridge, 17 aprile 1995), è un calciatore inglese, centrocampista del Crystal Palace.

## Carriera

### Club
Il 1º luglio 2017, dopo sei stagioni consecutive trascorse giocando da titolare con il Derby County nella seconda divisione inglese, si trasferisce a titolo definitivo per 9,1 milioni di euro al Watford. Il 28 agosto 2021 si trasferisce a titolo definitivo per 7 milioni di euro al Crystal Palace.

### Nazionale
Ha giocato nelle nazionali giovanili inglesi Under-17 ed Under-21; con quest'ultima nazionale nel 2015 e nel 2017 ha anche partecipato agli Europei di categoria.

## Statistiche

### Presenze e reti nei club
Statistiche aggiornate al 17 gennaio 2023.
| Stagione              | Squadra               | Campionato            | Campionato | Campionato | Coppe nazionali | Coppe nazionali | Coppe nazionali | Coppe continentali | Coppe continentali | Coppe continentali | Altre coppe | Altre coppe | Altre coppe | Totale | Totale | Totale |
| Stagione              | Squadra               | Comp                  | Pres       | Reti       | Comp            | Pres            | Reti            | Comp               | Pres               | Reti               | Comp        | Pres        | Reti        | Pres   | Reti   |        |
| --------------------- | --------------------- | --------------------- | ---------- | ---------- | --------------- | --------------- | --------------- | ------------------ | ------------------ | ------------------ | ----------- | ----------- | ----------- | ------ | ------ | ------ |
| 2011-2012             | Derby County          | FLC                   | 3          | 0          | FACup+CdL       | -               | -               | -                  | -                  | -                  | -           | -           | -           | 3      | 0      |        |
| 2012-2013             | Derby County          | FLC                   | 35         | 2          | FACup+CdL       | 2+1             | 0               | -                  | -                  | -                  | -           | -           | -           | 38     | 2      |        |
| 2013-2014             | Derby County          | FLC                   | 41+3       | 3+1        | FACup+CdL       | 1+3             | 0+1             | -                  | -                  | -                  | -           | -           | -           | 48     | 5      |        |
| 2014-2015             | Derby County          | FLC                   | 42         | 2          | FACup+CdL       | 1+5             | 1+0             | -                  | -                  | -                  | -           | -           | -           | 48     | 3      |        |
| 2015-2016             | Derby County          | FLC                   | 6+4        | 0          | FACup+CdL       | 0+0             | 0               | -                  | -                  | -                  | -           | -           | -           | 10     | 0      |        |
| 2016-2017             | Derby County          | FLC                   | 38         | 2          | FACup+CdL       | 1+3             | 0               | -                  | -                  | -                  | -           | -           | -           | 42     | 2      |        |
| Totale Derby County   | Totale Derby County   | Totale Derby County   | 165+7      | 9+1        |                 | 17              | 2               |                    | -                  | -                  |             | -           | -           | 189    | 12     |        |
| 2017-2018             | Watford               | PL                    | 15         | 2          | FACup+CdL       | 0+1             | 0               | -                  | -                  | -                  | -           | -           | -           | 16     | 2      |        |
| 2018-2019             | Watford               | PL                    | 32         | 2          | FACup+CdL       | 6+2             | 1+0             | -                  | -                  | -                  | -           | -           | -           | 40     | 3      |        |
| 2019-2020             | Watford               | PL                    | 30         | 1          | FACup+CdL       | 0+1             | 0               | -                  | -                  | -                  | -           | -           | -           | 31     | 1      |        |
| 2020-2021             | Watford               | FLC                   | 30         | 2          | FACup+CdL       | 1+0             | 0               | -                  | -                  | -                  | -           | -           | -           | 31     | 2      |        |
| Totale Watford        | Totale Watford        | Totale Watford        | 107        | 7          |                 | 11              | 1               |                    | -                  | -                  |             | -           | -           | 118    | 8      |        |
| 2021-2022             | Crystal Palace        | PL                    | 16         | 0          | FACup+CdL       | 4+0             | 1               | -                  | -                  | -                  | -           | -           | -           | 20     | 1      |        |
| 2022-2023             | Crystal Palace        | PL                    | 27         | 1          | FACup+CdL       | 1+2             | 0               | -                  | -                  | -                  | -           | -           | -           | 30     | 1      |        |
| 2023-2024             | Crystal Palace        | PL                    | 13         | 0          | FACup+CdL       | 0+1             | 0+0             | -                  | -                  | -                  | -           | -           | -           | 14     | 0      |        |
| Totale Crystal Palace | Totale Crystal Palace | Totale Crystal Palace | 56         | 1          |                 | 8               | 1               |                    | -                  | -                  |             | -           | -           | 64     | 2      |        |
| Totale carriera       | Totale carriera       | Totale carriera       | 328+7      | 17+1       |                 | 36              | 4               |                    | -                  | -                  |             | -           | -           | 371    | 22     |        |

## Palmarès

### Club

#### Competizioni nazionali
- Coppa d'Inghilterra: 1

Crystal Palace: 2024-2025
- Community Shield: 1

Crystal Palace:2025